# ハルトマン数
ハルトマン数（ハルトマンすう）とは、流体力学で現れる無次元数の一種。以下の式で求められる。
{\displaystyle Ha=BL{\sqrt {\sigma /\eta }}}
ただし、{\displaystyle Ha}はハルトマン数、{\displaystyle B}は加えた磁束の磁束密度、{\displaystyle L}は代表長さ、{\displaystyle \sigma }は導電率、{\displaystyle \eta }は粘度を表す。また、ハルトマン数の逆数は磁場に垂直な面での境界層の厚さと等しくなる。磁場が強いほど、また、粘性や電気抵抗が小さいほど、ハルトマン数は大きくなる。